# Can't Hold Us
Can't Hold Us è un singolo del duo musicale statunitense Macklemore & Ryan Lewis, pubblicato il 17 aprile 2013 come secondo estratto dal primo album in studio The Heist.
Il brano, che vede la partecipazione di Ray Dalton, ha raggiunto la numero uno nella Billboard Hot 100, divenendo la seconda numero uno di Macklemore & Ryan Lewis negli Stati Uniti. Ha riscosso un ottimo successo mondiale arrivando alla numero uno in Australia. Il brano ha raggiunto l'apice del successo nell'estate 2013.

## Video musicale

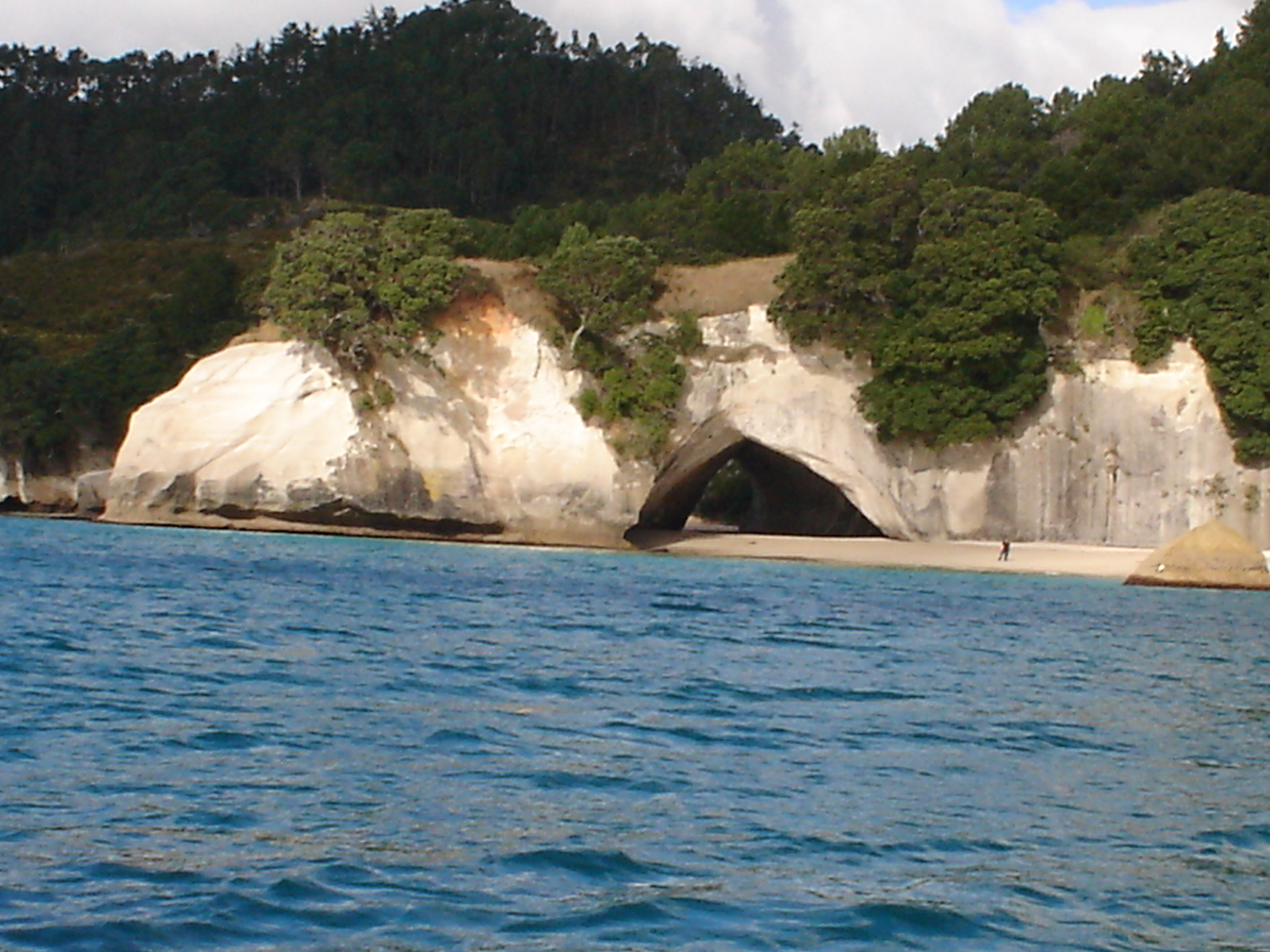
Cathedral Cove, in Nuova Zelanda, dove sono state girate alcune scene del videoclip di Can't Hold Us

Macklemore & Ryan Lewis presentano in anteprima il video di Can't Hold Us il 17 aprile 2013. Il video è stato diretto dallo stesso Ryan Lewis, insieme a Jason Koenig e Jon Jon Augustavo; le riprese sono durate tre mesi, su due continenti e 16 diversi set, dal Pacifico Nordoccidentale alla California meridionale, dalla Nuova Zelanda alla Cathedral Cove dove furono girate delle scene di Le cronache di Narnia - Il principe Caspian. Molte scene sono state girate su un veliero di nome "Lady Washington".
Il video vinse due MTV Video Music Awards come miglior video hip-hop e miglior cinematografia, ed era candidato anche come miglior regia e miglior montaggio.
Il videoclip è stato nominato anche come Miglior Video ai Grammy Awards 2014.

## Accoglienza
Hannah Mylrea, redattrice di The Edge, ha assegnato 9 stelle su 10 al brano e ha apprezzato il dinamismo della coppia e ha dichiarato che sarà "un altro pazzesco tormentone estivo". Lewis Corner di Digital Spy lodò la canzone per le sue "linee di pianoforte contagiose, imbevute di soul e quel beat più vibrante di un corteo del carnevale di Rio". David Jeffries di Allmusic scrisse: "Macklemore & Ryan Lewis combinano i battiti di mani e di piedi e i ritmi dinamici del buon vecchio gospel con un contagioso e sublime ritornello che sembra rubato dai taccuini di will.i.am... il verso incitante "this is the moment" rende Macklemore immediatamente riconoscibile e apprezzabile."

## Successo commerciale
Il grande successo internazionale del singolo Thrift Shop portò alla notorietà anche del precedente Can't Hold Us e l'album da cui sono entrambi estratti, The Heist.
In Australia Can't Hold Us divenne la terza hit numero 1 consecutiva per Macklemore & Ryan Lewis dopo Thrift Shop e Same Love. Negli Stati Uniti, dopo un'esibizione a Saturday Night Live il singolo entrò nella top 10 alla numero 7 e raggiunse la vetta della Billboard Hot 100 il 17 maggio 2013. Divennero il primo duo a piazzare alla numero 1 i loro primi due singoli, nonché il quinto artista con i primi due singoli in vetta alla Billboard Hot 100, dopo Mariah Carey con Vision of Love e Love Takes Time, Christina Aguilera con Genie in a Bottle e What a Girl Wants, Lady Gaga con Just Dance e Poker Face e Bruno Mars con Just the Way You Are e Grenade. Al dicembre 2013, la canzone è stata scaricata 4.383.000 volte negli Stati Uniti d'America.

## Classifiche

### Classifiche settimanali
| Classifica (2013-24)      | Posizione massima |
| ------------------------- | ----------------- |
| Australia                 | 1                 |
| Austria                   | 3                 |
| Belgio (Fiandre)          | 2                 |
| Belgio (Vallonia)         | 2                 |
| Canada                    | 2                 |
| Danimarca                 | 4                 |
| Finlandia                 | 3                 |
| Francia                   | 3                 |
| Germania                  | 2                 |
| Irlanda                   | 3                 |
| Italia                    | 8                 |
| Lussemburgo               | 2                 |
| Norvegia                  | 4                 |
| Nuova Zelanda             | 4                 |
| Paesi Bassi               | 5                 |
| Portogallo                | 139               |
| Regno Unito               | 3                 |
| Repubblica Ceca           | 6                 |
| Slovacchia                | 37                |
| Spagna                    | 18                |
| Stati Uniti               | 1                 |
| Stati Uniti (R&B/hip hop) | 3                 |
| Svezia                    | 1                 |
| Svizzera                  | 4                 |

### Classifiche di fine anno
| Classifica (2013) | Posizione |
| ----------------- | --------- |
| Canada            | 15        |
| Italia            | 34        |
| Stati Uniti       | 5         |
| Classifica (2014) | Posizione |
| Italia            | 68        |
| Classifica (2022) | Posizione |
| Australia         | 71        |
| Francia           | 166       |
| Germania          | 82        |
| Svizzera          | 42        |
| Classifica (2023) | Posizione |
| Australia         | 67        |
| Austria           | 21        |
| Francia           | 63        |
| Germania          | 67        |
| Paesi Bassi       | 62        |
| Portogallo        | 169       |
| Svizzera          | 16        |
| Classifica (2024) | Posizione |
| Francia           | 79        |
| Paesi Bassi       | 93        |
| Svizzera          | 31        |

### Classifiche di fine decennio
| Classifica (2010-19) | Posizione |
| -------------------- | --------- |
| Stati Uniti          | 71        |